# Heteropterys atabapensis
Heteropterys atabapensis är en tvåhjärtbladig växtart som beskrevs av W.R. Anderson. Heteropterys atabapensis ingår i släktet Heteropterys och familjen Malpighiaceae. Inga underarter finns listade i Catalogue of Life.